# 砂本典子
砂本 典子（すなもと のりこ、6月7日 - ）は、ニューヨーク在住の作曲家、ピアニスト、音楽監督。本名同じ。ミュージカルやCMの作曲家として、日米で活動中。

## 概要
東京都生まれ。ニューヨーク在住。
国立音楽大学首席卒業、東京学芸大学大学院修了。バークリー音楽大学、ニューヨーク大学で学ぶ。
劇団四季、宝塚歌劇団、ホリプロのミュージカル、数々のアーティストのコンサートツアーで演奏、編曲経験を積み、2013年12月、渡米。
2014年1月にオフブロードウェイミュージカル『ジャッキー・メイソン・ミュージカル』で音楽監督デビューをする。
ミュージカル『OMOTENASHI Journey』の作曲家として、2015年にニューヨークのセントラルパーク、カーネギーホール、オフブロードウェイ劇場での公演、2016年にニューヨークエリアのスター発掘オーディションイベントNew York's Got Talentで、準優勝の実績を持つ。年に1回セントラル・パークで開催される日本文化の祭典ジャパン・デーに2年連続で出演。メンサレクチャーシリーズとのコラボレーション、また、在ニューヨーク日本国総領事館後援の熊本震災チャリティーイベントに出演。
2018年現在、ブロードウェイミュージカル『シンデレラ』の全米ツアーで音楽監督、指揮者を務める。
クラシック、ポピュラー、ジャズ、ラテンなど、ステージ、レコーディングにおいて幅広くジャンルを問わず演奏し、また、オーケストラ、吹奏楽、室内楽、ジャズバンドなど様々な編成の作編曲を意欲的に取り組む。

## 受賞歴
- ヤマハ・インターナショナル・エレクトーンコンクール日本代表ファイナリスト賞受賞
- 国立音楽大学音楽学部応用演奏学科卒業と同時に武岡賞受賞
- ニューヨークズ・ガット・タレント・シーズン2準優勝
日本人ミュージカル作曲家としては初の快挙。

## N-Project
砂本典子主宰の音楽プロジェクト。活動は多岐にわたり、著名な歌手や舞台とのコラボレーションを、日本をはじめ全米で展開。
代表作の『OMOTENASHI Journey』は、日本のおもてなしの心を世界中に伝えたいと、ニューヨークならではのダイバーシティーをテーマに、ディズニーのような心温まるファンタジーの世界を表現している。

## 作品リスト

### ミュージカル（作・編曲）
- 2007年　ジョーズカンパニー『ココスマイル５　明日へのロックンロール』
- 2009年　ジョーズカンパニー『ココスマイル６　夏色のキャンバス』
- 2013年　『夏の夜の夢　〜妖精はいつもあなたのそばに〜』　女神湖妖精祭
- 2015年　『OMOTENASHI』
- 2016年　『OMOTENASHI Journey』　主催として作曲のみならず多岐にわたって担当。2016年4月タイムズスクエアのエレクトラシアターでおこなわれたニューヨークズ・ガット・タレント決勝に出場し、準優勝。
- 2017年　早稲田漱石座『夕暮れ過ぎまで～漱石先生に出会った木曜日～』　2016、2017年の夏目漱石記念年・漱石山房記念館開館に合わせ、オリジナルの「夏目漱石生誕150年記念オリジナルミュージカル」を上演。
- 2018年　『The Journey of the True Colors』TOKYO RAINBOW PRIDE 2018にて上演。
- 2018年　『Three Strong Woman』(In development, New York, U.S.)

### ミュージカル（オーケストレーション）
- The Jackie Mason Musical (OFF-Broadway, New York, U.S.)
- The Island Of Yaki Yim Bamboo (OFF-Broadway, New York, U.S.)
- Triangle The Musical (OFF-Broadway, New York, U.S.)
- Sandglass (Chungmu Art Center Grand Theater, Seoul, South Korea)

### ミュージカル（音楽監督・指揮）
- Rodgers + Hammerstein’s Cinderella (U.S. National Tour)
- The Jackie Mason Musical (OFF-Broadway, New York, U.S.)
- The Island Of Yaki Yim Bamboo (OFF-Broadway, New York, U.S.)
- Triangle The Musical (OFF-Broadway, New York, U.S.)
- Mamma Mia! (Regional, NY, U.S.)
- Gilgamesh A Musical Epic (Columbia Graduate Theatre Productions, New York, U.S.)
- Rent (Baruch College Production, New York, U.S.)
- Single Room Occupancy (New York International Fringe Festival 2015)
- Happy Hamster Birthday (In development, New York, U.S.)
- True Colors of Weedle (Regional, New York, U.S.)
- Once Upon A Time (In development, New York, U.S.)
- 567 City Avenue (In development, New York, U.S.)
- Midnight Cowboy (In development, New York, U.S.)
- Pageant Princess, The Musical (In development, New York, U.S.)
- BLooM! The Musical (In development, New York, U.S.)
- 2018年　黒澤明 没後20年記念作品『ミュージカル 生きる』[2]

### CM（作・編曲）
- ヌンク
- 株式会社ドールジャパン
- バルコ株式会社

### テレビ（作曲）
- TOKYO MX1 年末年始ドラマ「夜光漂流 MIDNIGHT JELLYFISH」

### OMOTENASHI Journey 海外公演実績
- #1 Japan Day @ Central Park 2015
作曲を担当。ビル・デブラシオニューヨーク市長、ニューヨーク市公園・レクリエーション局、セントラルパーク・コンサーバンシー、在ニューヨーク日本総領事館、ニューヨーク日本商工会議所、日本クラブが公式にサポートし、多くの日系及び現地企業が後援している。伝統芸能と現代公演を含む様々な日本文化を紹介するステージプログラムには、ニューヨークを拠点に活動するアーティストを中心に11組がパフォーマンスを披露。AKB48のメンバーから、小嶋陽菜、岩立沙穂、大島涼花、武藤十夢、平田梨奈、野澤玲奈の6人が参加。5万5000人が来場した。
- #2 Darknight Productions "What I Always Wanted to Do - The Musical 2015" in John DeSotelle Studios
脚本・作詞・作曲・ディレクター・音楽監督を担当。
- #3 オフブロードウェイミュージカル「ジャッキー・メイソン・ミュージカル」オープニングアクト in St. Luke's Theater
脚本・作詞・作曲・ディレクター・音楽監督を担当。
- #4 BMI プレゼンテーション
脚本・作詞・作曲・ディレクター・音楽監督を担当。
- #5 O•MO•TE•NA•SHI Journey - Dreams In Full Bloom - in カーネギーホール（主催: International Freelancer’s Association）
脚本・作詞・作曲・ディレクター・音楽監督を担当。国際フラワーアレンジメント協会 (IFA) が主催する花とアーティストの祭典「梶木ズ・アーティストショー」2011年より音楽の殿堂「カーネギーホール」で毎年開催されている。オリコン演歌歌謡曲チャート1位を獲得した、氷川きよしの弟分「はやぶさ」のメンバーである歌手ヒカルも出演。
- #6 2016年1月ニューヨークズ・ガット・タレント・シーズン2 in The Elektra Theater
脚本・作詞・作曲・ディレクター・音楽監督を担当。
- #7 2016年2月ニューヨークズ・ガット・タレント・シーズン2 in The Elektra Theater
脚本・作詞・作曲・ディレクター・音楽監督を担当。
- #8 2016年3月ニューヨークズ・ガット・タレント・シーズン2 in The Elektra Theater
脚本・作詞・作曲・ディレクター・音楽監督を担当。
- #9 2016年4月ニューヨークズ・ガット・タレント・シーズン2決勝戦 in The Elektra Theater[3][4]
脚本・作曲・音楽監督を担当。
- #10 ホワイトプレ一インズ桜祭り in デルフィノパーク内エバーソールスケートリンク
脚本・作曲・音楽監督を担当。
- #11 Japan Day @ Central Park 2016
脚本・作曲・音楽監督を担当。2015年のJapan Dayでのパフォーマンスをきっかけに、2020年の東京オリンピックのキーワード「おもてなし」をテーマに国際文化交流を意識し、ディズニーマジック、ブロードウェイ、伝統的な日本の文化を融合させたミュージカルを制作し、公演。オフブロードウェイミュージカルや、国際交流イベントのオープニングアクトとして、カーネギーホール、オフブロードウェイの劇場などで公演。ニューヨークズガットタレントコンペティションでは、日本人だけでなく、幅広い人種のメンバーが「おもてなし」という日本の心を機軸にしたダイバーシティーのコンセプトが高く評価され、準決勝を勝ち抜き、決勝へ出場。
- #12 チャリティー・パフォーマンス・フォー・熊本・ジャパン　熊本地震復興支援イベント・イン・ニューヨーク in バレエアーツシアター 
ニューヨークでの海外生活支援を行うK's Guest Room主催。オペラ歌手、門間信樹（平成26年度文化庁新進芸術家海外研修制度派遣員）と共にニューヨークで活躍するアーティストによる音楽、ダンスなどのパフォーマンスを披露。熊本地震による被災地、被災者への寄付を募り、集まった額は、在ニューヨーク日本総領事館を通して熊本に送られた。